# 静岡県立吉田特別支援学校
静岡県立吉田特別支援学校（しずおかけんりつ よしだとくべつしえんがっこう）は、静岡県榛原郡吉田町にある特別支援学校。本校と島田市福用にある駿遠学園内の駿遠分教室で構成されている。

## 概要
知的障害をもつ児童・生徒を対象とした特別支援学校であり、小学部・中学部・高等部のほか、在宅での教育を必要とする児童・生徒のための肢体・訪問部が設置されている。
また、島田市に「駿遠分教室」が設置されている。（駿遠分教室は小・中学部のみ）

## 通学区域
- 吉田町、島田市、牧之原市、旧大井川町、旧御前崎市[2]

## 主な学習内容（小学部）
教科学習
- 国語、算数、図画工作、音楽、体育、道徳、特別活動など

自立活動
- 健康の保持、心理的な安定、環境の把握、身体の動き、コミュニケーション、人間関係の形成

生活単元学習
日常生活（動作）の指導

## 主な学習内容（中学部）
教科学習
- 国語、数学、職業、家庭科、音楽、美術、体育、道徳、特別活動など

作業学習（週2回）
- 縫製班、紙工班、革工芸班

生活単元学習
総合的な学習の時間

## 主な学習内容（高等部）
教科学習
- 国語、数学、美術、音楽、家庭科、保健体育、職業、道徳、特別活動など

作業学習
- 自主生産作業（1～3年生までの縦割り班で週2回行われる）
  - 知的学級：木工班、農耕班、工芸班、紙技班
  - 肢体学級：縫製
- 地域作業（公園や図書館、花壇などの清掃活動）

職場実習（3年間で5回）
総合的な探求の時間

## 部活動（高等部）
月2、3回実施されている。
- 運動部
- 美術部
- 音楽部

## 学校間交流
- 牧之原市立坂部小学校[6]
- 吉田町立吉田中学校[7]

## 所在地
本校
〒421-0303
静岡県榛原郡吉田町片岡2130
駿遠分教室
〒428-0002
静岡県島田市福用112